# Đôn Xuân
Đôn Xuân là một xã cũ thuộc huyện Duyên Hải, tỉnh Trà Vinh, Việt Nam.

## Địa lý
Xã Đôn Xuân nằm ở phía bắc huyện Duyên Hải, có vị trí địa lý:
- Phía đông giáp xã Đôn Châu
- Phía tây và phía bắc giáp huyện Trà Cú
- Phía nam giáp xã Long Vĩnh.

Xã Đôn Xuân có diện tích 26,21 km², dân số năm 2019 là 13.565 người, mật độ dân số đạt 518 người/km².

## Hành chính
Xã được chia thành 10 ấp: Bà Giam A, Bà Giam B, Bà Nhì, Cây Cồng, Cây Da, Chợ, Lộ Sỏi A, Lộ Sỏi B, Quản Âm, Xóm Tộ.

## Lịch sử
Ngày 15 tháng 9 năm 1981, Hội đồng Bộ trưởng Quyết định 69-HĐBT về việc thành lập xã Đôn Xuân trên cơ sở điều chỉnh một phần diện tích và dân số của xã Đôn Châu thuộc huyện Trà Cú.
Ngày 15 tháng 5 năm 2015, Ủy ban thường vụ Quốc hội ban hành Nghị quyết số 934/NQ-UBTVQH13. Theo đó, chuyển toàn bộ 2.621 ha diện tích tự nhiên và 14.808 người của xã Đôn Xuân về huyện Duyên Hải quản lý.
Ngày 15 tháng 10 năm 2019, Hội đồng Nhân dân tỉnh Trà Vinh ban hành Nghị quyết 157/NQ-HĐND về việc sáp nhập ấp Bào Sấu vào ấp Chợ.